# San José Mogote
San José Mogote o San José el Mogote es una zona arqueológica del estado de Oaxaca, en el sureste de México. Se localiza a pocos kilómetros al noroeste de Monte Albán, en el valle de Etla, a una altitud de 1.610 m s. n. m. El sitio muestra evidencias arqueológicas de ocupación temprana, aunque su mayor desarrollo ocurrió en el Preclásico medio, contemporáneo a la cultura olmeca. Por las construcciones, es posible saber que sus pobladores ya hacían cálculos astronómicos, actividad importante en la cultura mesoamericana. 
La mayoría de las excavaciones en el sitio fueron realizadas por arqueólogos de la Northwestern University de Evanston, Illinois, a comienzos de la década de 1960. La zona arqueológica está compuesta por una plaza. Alrededor de la plaza central, los arqueólogos han descubierto numerosas plataformas piramidales, pertenecientes a la fase conocida como Rosario. El edificio más importante de Mogote es una pirámide al poniente de la plaza, de unos diez metros de altura, sobre la cual debió existir un templo. Algunos autores opinan que la plaza central de Mogote pudo haber sido construida a imitación de la plaza central de Monte Albán. Sin embargo, en la actualidad parece más probable que San José Mogote haya sido construido antes que la capital zapoteca. De cualquier manera, se presume que los fundadores de Monte Albán fueron también habitantes de San José Mogote. Las inscripciones halladas en el sitio documentan una de las formas más antiguas de escritura de Mesoamérica, data de alrededor del año 500 a. C.

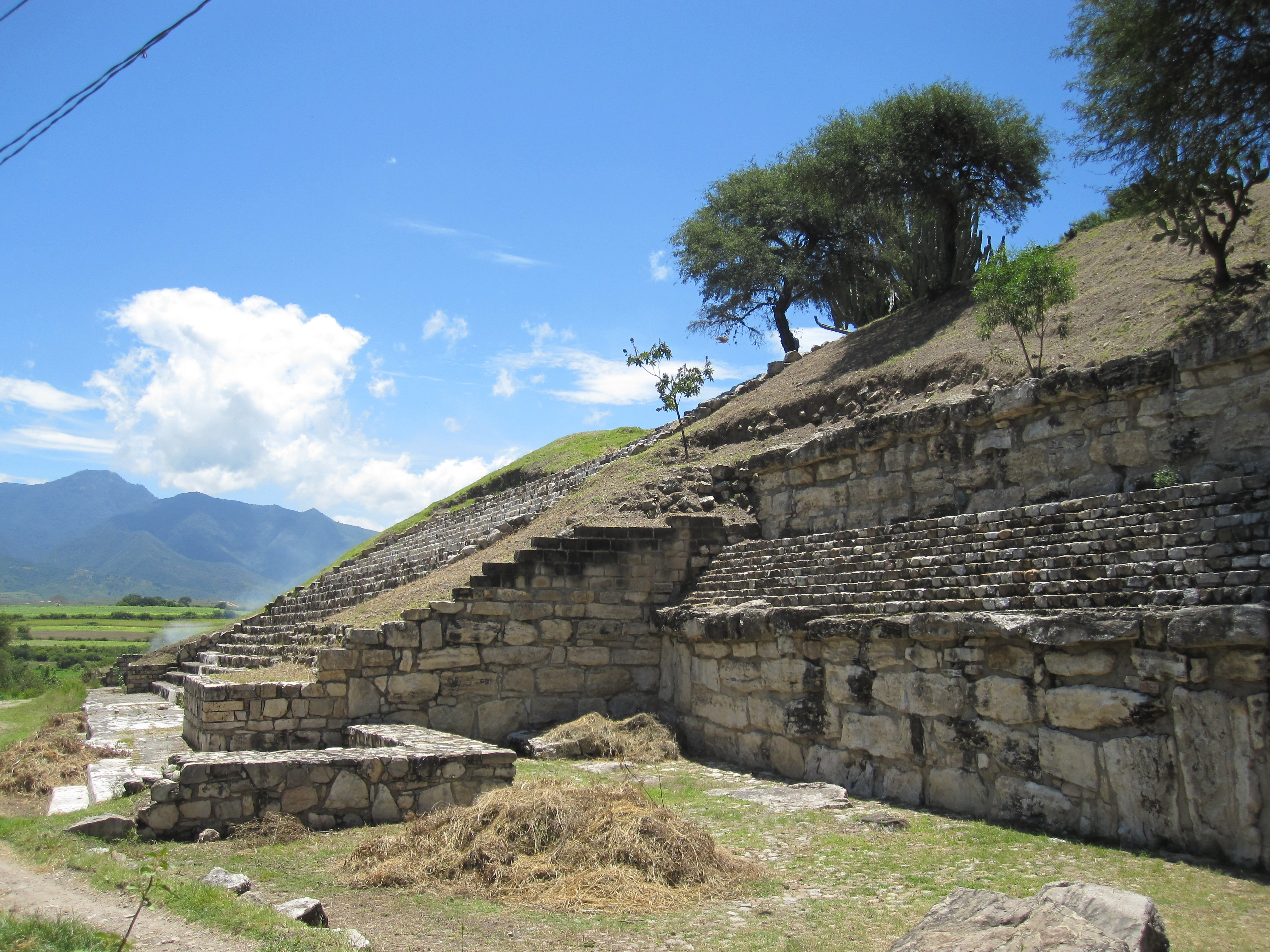
Edificio de San José Mogote

Los restos arqueológicos muestran que la ciudad estuvo habitada por al menos mil años. La población entró en declive hacia final del Preclásico medio, al mismo tiempo que Monte Albán tomaba la hegemonía en los Valles Centrales de Oaxaca. Finalmente fue abandonada hacia el final del Preclásico tardío.